# Knock Knock (Monica)
Knock Knock è un brano R&B scritto e prodotto da Missy Elliott, con la co-produzione di Kanye West, per il terzo album della cantante statunitense Monica, After the Storm. Il brano è stato pubblicato come secondo singolo tratto dall'album nel settembre del 2003, ed è entrato sia nella Billboard Hot 100 che nella Hot R&B/Hip-Hop Songs, senza raggiungere alte posizioni.

## Composizione e testo
Il pezzo è una delle tre tracce registrate durante una sessione di lavoro durata una settimana negli studi della Goldmind a Miami, ed è il secondo singolo di Monica scritto e prodotto da Missy Elliott, convocata dal presidente della J Records Clive Davis dopo l'annullamento dell'uscita dell'album All Eyez On Me (uscito solo in Giappone). In questo caso Elliott si è avvalsa dell'aiuto dell'allora prossimo al debutto Kanye West, il quale ha portato un campionamento di It's a Terrible Thing to Waste Your Love, una canzone del 1976 dei The Masqueraders, pezzo che egli aveva precedentemente usato nel demo Apologize. West ha anche contribuito a prestare la sua voce a un remix del pezzo. La canzone è stata composta come fosse un seguito ideale del precedente singolo So Gone: la cantante si rivolge al suo ex intimandogli di non farsi più sentire, visto che ormai lei ha impacchettato tutte le sue cose e se ne sta andando in un nuovo posto. Il termine onomatopeico del titolo, Knock Knock ("Toc toc"), viene usato durante il ritornello per avvertire il ragazzo di non venire a bussare alla sua porta, così come viene usato anche il verso ring ring ("drin drin"), per chiedergli di non chiamarla più al telefono. Anche in questo singolo come nel precedente, Monica si esibisce in una strofa rap. L'intro della versione originale del pezzo prevede una voce maschile che bussa alla porta e chiede di entrare, mentre si sentono dei cani abbaiare.

## Video
Il videoclip del singolo è stato diretto da Chris Robinson e prodotto da Dawn Rose per Partizan Entertainment, ed è stato girato in varie location di Miami, Florida, a metà luglio 2003. Il video è il sequel di So Gone, come suggerisce la scritta "Part II" che appare prima dell'inizio della canzone. Troviamo infatti Monica in carcere dopo che ha fatto scattare l'allarme rompendo un vetro della casa del suo ragazzo. La canzone viene fatta partire mostrando un giradischi che mette in azione un disco di vinile (probabile tributo alla vecchia canzone campionata per il singolo). L'azione narrativa ha inizio col ragazzo di Monica, sempre interpretato da Derek Luke, che paga la cauzione per riportarla a casa. Una volta uscita dal carcere, la cantante sale controvoglia sull'auto del ragazzo, ma iniziano a discutere e allora scende dalla vettura. Il ragazzo segue la cantante fin nel suo appartamento, ma lei non lo lascia entrare e gli sbatte la porta in faccia; il ragazzo cerca allora di entrare dal retro o di contattarla tramite la vetrata che dà sulla piscina, ma la cantante non sente nulla essendo entrata in doccia. Durante il video vengono alternate anche scene della cantante mentre mette tutte le sue cose in una valigia a casa dell'ex ragazzo, dove si trova nella camera da letto con un'ampia vetrata che mostra delle palme sbattute dal vento.
Come in molti video di Missy Elliott, anche questo video diretto da Chris Robinson intermezza la canzone con un altro pezzo prodotto da Elliott, Get It Off: grazie a questo il video viene chiamato Knock Knock/Get It Off, non viene citata quindi solo la prima canzone utilizzata. Questa seconda parte viene introdotta da un messaggio lasciato in segreteria telefonica da Elliott, che invita Monica ad uscire per andare a ballare. La sequenza di Get It Off si svolge interamente in un locale notturno, quasi sempre oscurato da luci verdi, dove la cantante viene messa in risalto nella folla da un faro. La coreografia di questo pezzo è stata diretta da Fatima Robinson, con la quale Monica aveva già lavorato in The Boy Is Mine. Il look della cantante in questa sequenza è molto diverso rispetto alle scene precedenti: ha infatti una capigliatura molto lunga e ondulata, e indossa una canotta chiara, una gonnellina a pieghe arancio e stivali dello stesso colore che arrivano fin sotto il ginocchio. Il video si conclude col ritorno al pezzo originario, Knock Knock, con la cantante e alcune amiche che escono dal club per correre sulla spiaggia, spogliarsi e fare un bagno notturno in mare. L'artista torna poi a casa e trova tutto sottosopra, evidente vendetta dell'ex ragazzo.

## Ricezione
Dopo il grande successo ottenuto da So Gone ci si aspettava un medesimo risultato anche da questo singolo, considerando la produzione simile e lo stesso genere di melodia. Invece il singolo si è fermato solo alla posizione numero 75 della Hot 100 e non è nemmeno riuscito ad entrare nella top20 della classifica R&B, essendo arrivato al numero 24.

## Classifiche
| Classifica (2003)                               | Posizione |
| ----------------------------------------------- | --------- |
| U.S. Billboard Hot 100                          | 75        |
| U.S. Billboard Hot Singles Sales                | 65        |
| U.S. Billboard Hot R&B/Hip-Hop Singles & Tracks | 24        |
| U.S. Billboard Hot R&B/Hip-Hop Singles Sales    | 26        |
| U.S. Billboard Hot R&B/Hip-Hop Airplay          | 25        |

## Tracce
- US promo single

1. Knock Knock (Radio Edit)
2. Knock Knock (Album Version)
3. Knock Knock (Instrumental)

- US DVD single

1. Knock Knock/Get It Off (Video)
2. So Gone (Video)
3. Knock Knock (Live Video From Session@AOL)